# Örebro
Örebro (kiejtés: örebrú, svéd kiejtés: IPA: [œrɛˈbruː]) egy város Svédország déli részében. Örebro megye székhelye. Lakosainak száma 2015-ös adatok szerint 115 765.

## Fekvése
Örebro városa Örebro megyében, a Vänern tótól keletre, a Vättern tótól északra és a Mälaren tótól nyugatra található.

## Története
Alapításának éve 1404.

## Népesség
A település népességének változása:
| Lakosok száma | 98 237 | 107 038 | 115 765 | 117 543 | 119 091 | 120 650 | 125 817 | 126 604 | 128 658 |
|               | 2005   | 2010    | 2015    | 2016    | 2017    | 2018    | 2019    | 2020    | 2023    |

## Nevezetességei
Híres a kastélyáról és a hatalmas fürdőkomplexumáról, a Gustavsvik-ról.